# ناصرالدین القصری محمد بن احمد
ناصرالدین القصری محمد بن احمد (انگلیسی: Nasir ad-Din al-Qasri Muhammad ibn Ahmad; نامشخص – ۱۵۴۷) سلطان وطاسیان مراکش از سال ۱۵۴۵ تا ۱۵۴۷ بود.
وی که پسر ابو العباس الوطاسی بود پس از دستگیری و تا آزادی پدرش توسط رقبای جنوبی به مدت دو سال به سلطنت رسید. 